# Zeidora naufraga
Zeidora naufraga là một loài ốc biển, là động vật thân mềm chân bụng sống ở biển thuộc họ Fissurellidae.